# Castell de Turaida
El castell de Turaida (en letó: Turaidas pils) és un castell medieval recentment reconstruït a Turaida, a la regió de Vidzeme de Letònia, a la riba oposada del riu Gauja de Sigulda.

## Història
El castell de Turaida domina el Museu Reserva i n'és, visualment, l'element més impressionant. Quan es veu des de l'aire, o des de l'altra riba del riu Gauja a Sigulda, el castell de Turaida s'eleva per damunt dels arbres com un poderós vaixell construït en maó vermell. La part davantera de la imaginada nau està formada per la torre de la porta nord del castell; la torre principal i de més alçada és com el travesser central de la nau i la part posterior de la nau correspon a la secció sud del castell en forma, també, de torre.
L'edifici es va iniciar el 1214, després de les instruccions donades per Albert von Buxhoeveden, bisbe de Riga, als seus Germans Livonians de l'Espasa -que aviat es fusionarien amb l'orde Teutònic- al lloc on anteriorment hi havia un castell de fusta. L'edificació de tipus fortalesa va ser construïda i anomenada Fredeland, que es tradueix com 'Terra de pau', però va ser més conegut localment amb el nom de Turaida, que ha sobreviscut fins als nostres dies. Va tenir diverses modificacions als segles posteriors, fins que un incendi produït el 1776 va fer que s'abandonés i el seu estat es va convertir a poc a poc en ruïnes.
A començaments del segle xx, només en quedaven fragments de la muralla defensiva i alguns edificis: la torre principal, la torre semiarrodonida i la part occidental. A partir de 1976 es van realitzar excavacions arqueològiques regulars, que van ser seguides per la restauració i conservació d'obres que mostraven l'estat anterior del castell. Exposicions sobre la història del castell s'exhibeixen als edificis restaurats. Des del lloc del mirador de la torre principal, es pot veure el paisatge de la pintoresca vall del Gauja i el territori del Museu Reserva de Turaida.